# Cryptops dubiotarsalis
Cryptops dubiotarsalis är en mångfotingart som beskrevs av Wolfgang Bücherl 1946. Cryptops dubiotarsalis ingår i släktet Cryptops och familjen Cryptopidae. Inga underarter finns listade i Catalogue of Life.